# Camilla Weber
Camilla Weber (* 1970 in Schwandorf) ist eine deutsche Historikerin, Romanistin  und Archivarin. Sie ist Leiterin des Bischöflichen Zentralarchivs Regensburg.

## Leben
Aufgewachsen in Regensburg, studierte Camilla Weber Germanistik, Romanistik und Geschichtswissenschaft in Regensburg und L’Aquila. Mit einer anschließenden Promotion in Zürich setzte sie ihr Studium fort. Es folgte eine Archivausbildung an der Vatikanischen Schule für Paläografie, Diplomatik und Archivkunde in Rom (Vatikan), die dem Vatikanischen Geheimarchiv angeschlossen ist.
Seit dem Jahr 1998 war sie als Archivarin am Bischöflichen Zentralarchiv Regensburg tätig. Am 1. September 2014 übernahm sie Aufgabe der Leiterin des Archivs, der Bibliothek, des Matrikelamts und des St. Michaelsbunds.

### Tätigkeitsschwerpunkte
- Archiv: Betreuung der Dienststellen des Ordinariates und der Pfarrämter bezüglich Schriftgutverwaltung
- Bibliothek: Aufbau des Bestandes, vor allem die der Spezialsammlung „Proske-Bibliothek“ (Musiksammlung)
- Sankt Michaelsbund: Unterstützung der ehrenamtlichen Büchereiarbeit bei den Pfarrämtern und im Ordinariat
- Förderung der kirchlichen Kulturarbeit durch historische Forschung, Ausstellungen, Führungen, Vorträge

## Werke (Auswahl)

### Monographien
- Camillo Cavour in den Schulbüchern des liberalen Italien: Nationale Selbstdarstellung im Geschichtsunterricht zwischen Risorgimento und Faschismus (= Italien in Geschichte und Gegenwart, Band 30), Lang, Frankfurt, M., Berlin, Bern, Bruxelles, New York, Oxford, Wien 2010, (Zugleich Hochschulschrift Zürich, Univ., Diss., 2008), ISBN 978-3-631-58792-8.
- mit Raymond Dittrich (Autor), Dieter Haberl (Autor), Franz von Klimstein (Autor), Michael Kohlhäufl (Autor), Max Reger (1873–1916) – Spuren in Regensburg. Zum 100. Todestag des Komponisten. Begleitheft zur Ausstellung in der Bischöflichen Zentralbibliothek Regensburg, St.-Peters-Weg 11–13, 9. Mai bis 14. Juli 2016 (= Bischöfliches Zentralarchiv Regensburg, Kataloge und Schriften, Band 36), Verlag Schnell & Steiner Regensburg 2016, ISBN 978-3-7954-3153-2.
- mit Raymond Dittrich (Autor), Siegfried Gmeinwieser (Autor), Dieter Haberl (Autor), Rosemarie Weinberger (Autorin), Stiftskapellmeister, Kirchenkomponist, Kanoniker Michael Haller (1840–1915) zum 100. Todestag. Begleitband zur Ausstellung in der Bischöflichen Zentralbibliothek Regensburg St.-Peters-Weg 11–13 ; 29. September bis 17. Dezember 2015 (= Bischöfliches Zentralarchiv Regensburg, Kataloge und Schriften, Band 35), Verlag Schnell & Steiner Regensburg 2015, ISBN 978-3-7954-3063-4.
- (Hrsg.), mit Karl Hausberger (Autor), Klaus Unterburger (Autor), Hermann Reidel (Autor), Dieter Haberl (Autor) Bischof und Landesherr in Regensburg. Carl Theodor von Dalberg (1744–1817) zum 200. Todestag. Begleitpublikation anlässlich des 50. Jahrestags der Gründung des Vereins für Regensburger Bistumsgeschichte e.V. am 10. Februar 2017 (= Bischöfliches Zentralarchiv und Bischöfliche Zentralbibliothek Regensburg, Ausstellungskataloge, Band 37), Verlag Schnell & Steiner, Regensburg 2017, ISBN 978-3-7954-3241-6.
- mit Bernhard Lübbers, Raymond Dittrich, Stephan Acht, Die Reformation und das Buch in Regensburg. Begleitband zur Doppelausstellung in der Bischöflichen Zentralbibliothek und der Staatlichen Bibliothek Regensburg, 12. Oktober 2017 bis 31. Januar 2018. (= Raymond Dittrich (Hrsg.), Bischöfliches Zentralarchiv und Bischöfliche Zentralbibliothek Regensburg (Hrsg.), Ausstellungskataloge, Schnell und Steiner 2017), ISBN 3-7954-3217-0.

### Beiträge in Sammelwerken
- Die Dekane, Kanoniker und Chorvikare der Alten Kapelle seit 1830, in: Paul Mai (Hrsg.), Karl Hausberger (Hrsg.), Das Kollegiatstift Unsere Liebe Frau zur Alten Kapelle in Regensburg, Regensburg 2000, S. 231 ff.

### Zeitschriftenartikel
- Sulzbacher Studenten an den Universitäten Altdorf und Ingolstadt in der 2. Hälfte des 17. Jahrhunderts, in: Italo Michele Battafarano (Hrsg.), Morgen-Glantz. Zeitschrift der Christian Knorr von Rosenroth-Gesellschaft, Jahrgang 11, Peter Lang, Bern, Berlin, Bruxelles, Frankfurt an Main, New York, Oxford, Wien 2001, ISBN 3-03910-755-0, ISSN 0942-0924, S. 182ff.
- Die Korrespondenzen des Johann Hieronymus Imhoff. Religiöse, geographische und soziale Grenzgänge im konfessionellen Zeitalter, in: Italo Michele Battafarano (Hrsg.), Morgen-Glantz. Zeitschrift der Christian Knorr von Rosenroth-Gesellschaft, Jahrgang 15, Peter Lang, Bern, Berlin, Bruxelles, Frankfurt an Main, New York, Oxford, Wien 2005, ISBN 3-03910-755-0, ISSN 0942-0924, S. 271–298.[1]
- Schulbuchautoren im Königreich Italien 1861–1923, in: Quellen und Forschungen aus italienischen Archiven, Band 88, 20. April 2009, Seiten 420–448, (Online) ISSN 1865-8865, (Print) ISSN 0079-9068, doi:10.1515/9783484830905.0.420.
- Geistliche Gelehrsamkeit in Sulzbach an der Wende vom 17. zum 18. Jahrhundert. Die Bibliotheken der katholischen Dechanten Franz Xaver Höchtl und Johann Georg Siberbauer in: Morgen-Glantz. Zeitschrift der Christian Knorr von Rosenroth-Gesellschaft, Jahrgang 19, Peter Lang, Bern, Berlin, Bruxelles, Frankfurt an Main, New York, Oxford, Wien 2009, ISBN 3-03910-755-0, ISSN 0942-0924, S. 119–167.[2]